# Nasser Nouraei
Nasser Nouraei (pers. ناصر نورایی) ur. 16 czerwca 1954 w Teheranie) – irański piłkarz występujący podczas kariery na pozycji napastnika.

## Kariera klubowa
Nouraei karierę rozpoczynał w 1975 roku w drużynie Homa FC. W 1981 roku przeszedł do zespołu Persepolis FC, w którym występował do końca swojej kariery, którą zakończył w 1984. Z Persepolis zdobył Puchar Tehran Hazfi w 1982 oraz wygrał Ligę Teherańską w 1983.

## Kariera reprezentacyjna
W reprezentacji Iranu Nouraei zadebiutował w 1975 roku. W 1976 roku wraz z zespołem wygrał Puchar Azji. Nouraei dzięki dwóm bramkom w meczu z Południowym Jemenem i bramce z Irakiem został jednym z trzech królów strzelców turnieju.
W tym samym roku znalazł się w drużynie na Letnie Igrzyska Olimpijskie, które piłkarze Iranu zakończyli na ćwierćfinale. Na turnieju w Kanadzie wystąpił tylko w przegranym meczu ćwierćfinałowym z ZSRR.
W 1978 roku został powołany do kadry na Mistrzostwa Świata. Iran zakończył turniej na fazie grupowej a Nouraei nie rozegrał na turnieju w Argentynie żadnego meczu.
W latach 1975–1978 w drużynie narodowej Nouraei rozegrał łącznie 10 spotkań, w których zdobył 5 bramek.